# Geoffrey Mujangi Bia
Geoffrey Mujangi Bia (ur. 12 sierpnia 1989 w Kinszasie) – belgijski piłkarz pochodzenia kongijskiego występujący na pozycji pomocnika.

## Kariera klubowa
Mujangi Bia urodził się w Zairze, ale jako dziecko emigrował z rodziną do Belgii. Tam jako junior rozpoczął treningi w klubie Union Saint-Gilloise. Potem grał w juniorskiej ekipie zespołów RSC Anderlecht oraz RSC Charleroi. W 2006 roku włączony do pierwszej drużyny RSC Charleroi. W Eerste klasse zadebiutował 17 grudnia 2006 w przegranym 0:1 meczu z SV Zulte-Waregem. 7 grudnia 2007 w przegranym 1:5 spotkaniu ze Standardem Liège strzelił pierwszego gola w trakcie gry w ekstraklasie.
W styczniu 2010 roku Mujangi Bia został wypożyczony do angielskiego Wolverhampton. W Premier League pierwszy mecz zaliczył 30 stycznia 2010 przeciwko Hull City (2:2).
Na początku maja 2011 roku podpisał trzyletni kontrakt z belgijskim Standardem Liège, który będzie obowiązywał od sezonu 2011/12. W 2012 roku został wypożyczony do Watfordu. W 2015 przeszedł do FC Sion. W 2017 przeszedł do Kayserisporu, a w 2018 wypożyczono go do Akhisar Belediyespor. W sezonie 2018/2019 grał w KSC Lokeren, a w sezonie 2019/2020 w Maccabi Petach Tikwa.

## Kariera reprezentacyjna
W reprezentacji Belgii Mujangi Bia zadebiutował 29 maja 2009 w zremisowanym 1:1 towarzyskim meczu z Chile.